# Druga bitka za Harkov
Druga bitka za Harkov, bila je bitka u Drugome svjetskom ratu vođena od 12. svibnja do 28. svibnja 1942. na Istočnoj fronti. Nakon uspješnoga zimskoga protunapada koji je odbacio njemačke snage od Moskve, ali i iscrpio pričuve Crvene armije, Harkovska je ofenziva bila novi pokušaj Sovjeta da prošire svoju stratešku inicijativu.
Dana 12. svibnja 1942. godine sovjetske su snage pod zapovjedništvom maršala Semjona Timošenka s područja osvojenog tijekom zimske protuofenzive započele napad prema njemačkoj Šestoj armiji. Nekoliko sovjetskih zapovjednika, pa i sâm Staljin, pogrešno su procijenili potencijal Wehrmachta te precijenili vojne sposobnosti svojih vojnika: to je dovelo do uspješnoga njemačkoga protunapada kojim su okružili napredujuće sovjetske snage i tako ih odsjekli od ostatka fronte.
Krvava bitka koja je trajala 17 dana dovela je do gubitka skoro 200.000 vojnika Crvene armije, kao i više stotina tenkova. Na kraju je Friedrich Paulus izborio pobjedu i tako si otvorio put za buduću operaciju Plavi i Staljingradsku bitku.

## Vanjske poveznice
- World War II Database: Second Battle of Kharkov

Sestrinski projekti
|  | Zajednički poslužitelj ima još gradiva o temi Druga bitka za Harkov |